# Dyocerasoma lignivorum
Dyocerasoma lignivorum är en mångfotingart som först beskrevs av Karl Wilhelm Verhoeff 1899.  Dyocerasoma lignivorum ingår i släktet Dyocerasoma och familjen knöldubbelfotingar. Utöver nominatformen finns också underarten D. l. herzegowinense.